# Lukas Karlsson
Lukas Karlsson, švedski rokometaš, * 21. maj 1982.
Leta 2010 je na evropskem rokometnem prvenstvu s švedsko reprezentanco osvojil 15. mesto.